# Christian Frederik Raben
Christian Frederik Raben (født 10. september 1693 i København, død 26. februar 1773 på Aalholm) var gehejmeråd og amtmand.

## Karriere
Han var søn af gehejmeråd Johan Otto Raben, fødtes 10. september 1693 i København, udnævntes 1711 til kammerjunker hos kronprinsen, men fik samme år tilladelse til at gå på rejser til fremmede universiteter for at udvide sine studier. 1724 blev han hofmester hos kronprinsessen og 1728 hvid ridder. I årene 1731-37 var han overhofmester hos dronning Sophie Magdalene og blev 1733 gehejmeråd og tilforordnet i Højesteret. 1737 udnævntes han til stiftamtmand over Lolland-Falsters Stift og amtmand over Ålholm, Halsted Klosters og Maribo Amter. 1747 blev han gehejmekonferensråd, men indtrådte ikke i Konseillet, og blev året efter Elefantridder. Han fik ved hjælp af ansøgning fra sin moder overdraget privilegiet på drive Det Kongelige Assistenshus i perioden 1731 – 1738. I årene 1738-69 var han provisor for Vallø Stift, 1763 tog han sin afsked fra statstjenesten. Efter moderen arvede han herregårdene Kjærstrup, på hvilken han opførte en ny hovedbygning, og Bremersvold.

## Videnskabeligt kyndig
Raben var en kundskabsrig og videnskabelig interesseret mand. Han var æresmedlem af Videnskabernes Selskab og præses for Collegium medicum og udgav i det svenske Videnskabernes Akademis afhandlinger for årene 1749-50 to mindre arbejder: Beskrifning om löfmasken på vildapel, bok och törne samt beskrivelse af to mærkværdige skydrag, iagttagne ved Nysted på Lolland. Raben døde 26. februar 1773 på Aalholm.

## Ægteskab og børn
Han ægtede 1. december 1722 Berte Scheel von Plessen (12. september 1707 – 5. juli 1786), Dame de l'union parfaite, datter af gehejmeråd Christian Ludvig von Plessen, med hvem han fik tretten børn:
1. Christian greve Raben til Christiansholm (1725-1750)
2. Margrethe Raben (1726-1794)
3. Sophie Magdalene Raben (10. juni 1727 - 21. juli 1727)
4. Otto Ludvig greve Raben til grevskabet Christiansholm (1729-1791)
5. Charlotte Emerentze Raben (1731-1798)
6. Sophie Hedevig Raben (1732-1802)
7. Frederikke Lousie Raben (1734-1797)
8. Amalie Christiane Raben (1736-1803)
9. Caroline Agnese Raben (1738-1810)
10. Sigfred Victor Raben-Levetzau til stamhuset Restrup (1741-1819)
11. Eleonore Agnes Raben (1743-1808)
12. Carl Adolph Raben til Næsbyholm og Bavelse (1744-1784)
13. Frederik Sophus Raben til Beldringe og Lekkende (1745-1820)